# لعل کوهستان
لعل کوهستان یا مشکورک (نام علمی: Oliveria decumbens) یکی از گیاهان است.
لعل کوهستان در ایران از جمله در بلندی‌های بالای ۲۵۰۰ متر در استان کهگیلویه و بویراحمد می‌روید و نام محلی آن مشکورک می‌باشد.
به طور کلی این گیاه در جنوب غربی و غرب ایران رشد دارد. از مهمترین ترکیبات موجود در اسانس این گیاه تیمول و کارواکرول هستند. این گیاه مزه تند داشته و در طب سنتی ایران مقادیر کم آن برای از بین بردن اختلالات گوارشی و معده بکار می‌رود.
```
  گل های خشک شده ی این گیاه که به رنگ بنفش و قرمز دیده می‌شوند هم را پونه پودر شده و با لبنیاتی مانند ماست و دوغ مورد استفاده قرار می‌گیرد. 
 از خواص آن میتوان به چربی سوز بودن و کاهنده فشار خون اشاره کرد.
```

این گیاه در مناطقی از استان فارس و بوشهر(جمیله،رودفاریاب،تنگ ارم و...)می‌روید و فصل برداشت آن اوایل خرداد ماه میباشد.